# Raúl Sichero

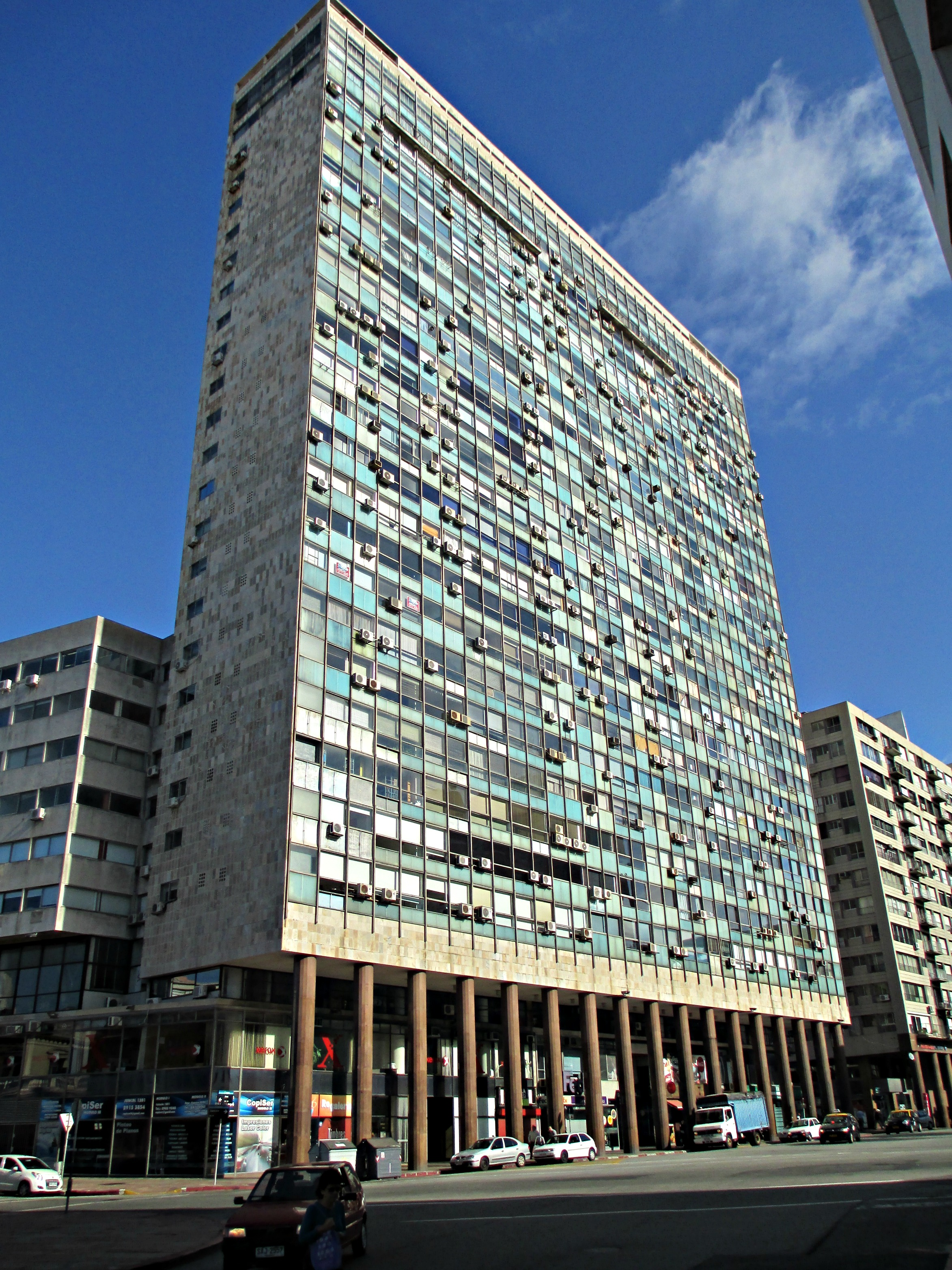
Edificio Ciudadela, Montevideo

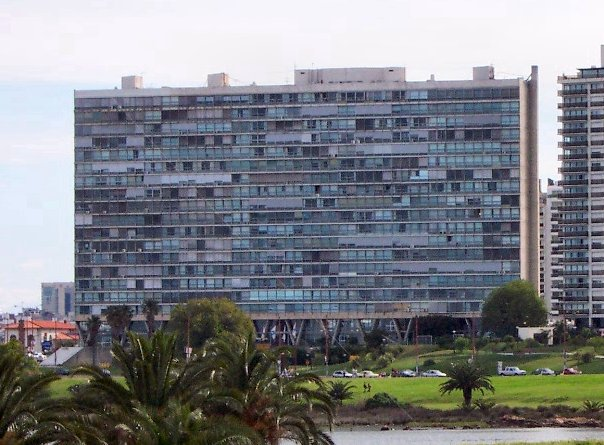
Edificio Panamericano, Montevideo

Raúl A. Sichero, vollständiger Name Raúl A. Sichero Bouret, (* 2. Mai 1916 in Rivera; † 19. November 2014) war ein uruguayischer Architekt.

## Leben
Raúl Sichero begann 1936 mit der Arbeit als Zeichner im Studio des Architekten Horacio Terra Aracena. Im selben Jahr nahm er auch sein Studium auf, das er 1942 an der Fakultät für Architektur (Facultad de Arquitectura) der Universidad de la República abschloss.
In der Folgezeit gewann er bis zur Jahrhundertmitte einige Architekturwettbewerbe und erhielt kleinere Auszeichnungen. Mehrere seiner ab den 1950er Jahren in die Tat umgesetzten Bauprojekte, die Einflüsse des von ihm sehr geschätzten Le Corbusier bzw. von Julio Vilamajó und Frank Lloyd Wright aufweisen, prägen heute das Erscheinungsbild der Rambla im montevideanischen Barrio Pocitos. So zeichnete Sichero 1951 für das Edificio La Goleta und 1958 für das Edificio Panamericano verantwortlich. Im selben Jahr entstand das an der Plaza Independencia in der Ciudad Vieja gelegene Edificio Ciudadela. Das Edificio Champs Elysées aus dem Jahr 1983 gehört ebenfalls zu seinen Projekten. Auch außerhalb Montevideos war er tätig. So wurden in Punta del Este mehrere Wohnhäuser nach seinen Plänen errichtet.
An der Quinto Congreso Panamericano de Arquitectura 1940 wurde er für seine Arbeiten mit der Silbermedaille und dem Ehrendiplom ausgezeichnet.

## Bauten
- Gebäude Martí, Rambla de Pocitos (1952)
- Gebäude Guayaqui, Rambla de Pocitos (1956)
- Gebäude der YMCA, Colonia (1958)
- Edificio Ciudadela (Zitadelle), Plaza Independencia (Montevideo) (1959)
- Edificio Panamericano, Rambla de Pocitos (1964)
- Gebäude Bahía, Punta del Este (mit Antoni Bonet i Castellana)
- Gebäude Pez Espada, Punta del Este (mit Mario Roberto Álvarez)
- Gebäude Delfín, Punta del Este (mit Mario Roberto Álvarez)
- Gebäude Santos Dumont, Punta del Este (mit Walter Pintos Risso, 1977)
- Gebäude Tiburón I y II, Punta del Este (mit Mario Roberto Alvarez, 1979–1981)
- Gebäude Edificio Champs Elysées, Bulevar Artigas (1983)
- Gebäude Portofino, Punta del Este (mit Mario Roberto Alvarez, 1992)